# 荘家の一揆
荘家の一揆（しょうけのいっき）とは、荘園公領制において、農民が荘園領主に対して年貢・公事の減免や非法な代官の罷免を求めた一揆のこと。
南北朝時代の観応元年（1356年）に東寺が山城国上久世荘の公文に提出させた請文の中に「庄家之一揆」に同心しないことを誓約させた件（『東寺百合文書』）があり、稲垣泰彦が荘園における農民闘争の基本形態を提起した際にこれを引用して命名したとされている。
鎌倉時代（13世紀後半）以降、畿内やその周辺で成長発展を遂げた惣結合や惣村、東国における庚申待ちなどの年中行事における結衆の成立を背景として、鎮守・村堂・講の場などで寄合が開催され、それが荘家の一揆の基盤となった。
寄合の参加者は自らを「（御）百姓等」と名乗り、先例などを盾に連署の起請文を添えた百姓申状を作成して荘園領主に要求を提出するとともに、一味神水などの行事を通じて要求が貫徹するまで結束して闘うことを誓約した。それでも要求が受け入れられない場合には強訴・逃散などを繰り返し行った。
だが、一方で荘家の一揆の行動には農事暦に基づいた一定のサイクルが存在していたことが知られ、年貢・公事を巡る一揆の場合、百姓申状の提出は収穫直前の8月下旬から9月、逃散は収穫が終わった農閑期に行って翌春の耕作開始などの問題の解決（還住）する原則があった。また、闘争形態はどうあれ、領主・農民の間で合法的な闘争とする暗黙の了承が存在した。とは言え、それは村落内部・構成員内の内部矛盾を常に抱え込み、荘家の一揆も目的が貫徹されるまでの一時的な現象であったからである。また、内部矛盾から荘園領主に対して一揆に与しないことを誓約する起請文を提出する農民も存在していた。
また、南北朝の内乱が終わり守護領国制が展開されていく中で、闘争の対象は荘園領主のみならず、荘園領主に対して課役を行う守護大名に対しても向けられるようになり、室町時代（15世紀）に入ると、荘家の一揆は徳政一揆・惣国一揆などのより重層的構造を持つ一揆の基盤となっていった。